# فرانك دوفي
فرانك دوفي (بالإنجليزية: Frank Duffy) هو لاعب كرة قاعدة أمريكي، ولد في 14 أكتوبر 1946 في أوكلاند في الولايات المتحدة.

## وصلات خارجية
- فرانك دوفي على موقعبيزبول رفرنس.كوم (الدوري الرئيسي) (الإنجليزية)
- فرانك دوفي على موقعبيزبول رفرنس.كوم (الدوري الثانوي) (الإنجليزية)